# Sidotheca
Sidotheca, biljni rod iz porodice dvornikovki iz Sjeverne Amerike.
Postoje 3 priznate vrste jednogodišnjeg bilja, od kojih su dvije endemi iz Kalifornije, a treća se iz Kalifornije prostire dalje na jug u Baja California Norte.

## Vrste
1. Sidotheca caryophylloides (Parry) Reveal
2. Sidotheca emarginata (H.M.Hall) Reveal
3. Sidotheca trilobata (A.Gray) Reveal

## Sinonimi
1. Oxytheca sect.Neoxytheca Ertter; Brittonia 32: 92 (1980)